# Aloe pellucens
Aloe pellucens é uma espécie de liliopsida do gênero Aloe, pertencente à família Asphodelaceae.